# Сугубине
Сугубине је насеље у Србији у општини Сјеница у Златиборском округу. Према попису из 2022. било је 99 становника (према попису из 1991. било је 251 становника).

## Демографија
У насељу Сугубине живи 131 пунолетни становник, а просечна старост становништва износи 35,1 година (35,5 код мушкараца и 34,6 код жена). У насељу има 34 домаћинства, а просечан број чланова по домаћинству је 5,38.
Ово насеље је великим делом насељено Бошњацима (према попису из 2002. године), а у последња три пописа, примећен је пад у броју становника.
|  |

| Демографија | Демографија | Демографија |
| Година      | Становника  | Становника  |
| ----------- | ----------- | ----------- |
| 1948.       | 321         |             |
| 1953.       | 334         |             |
| 1961.       | 343         |             |
| 1971.       | 360         |             |
| 1981.       | 307         |             |
| 1991.       | 251         | 249         |
| 2002.       | 183         | 215         |

| Етнички састав према попису из 2002.‍ | Етнички састав према попису из 2002.‍ | Етнички састав према попису из 2002.‍ | Етнички састав према попису из 2002.‍ | Етнички састав према попису из 2002.‍ |
| ------------------------------------ | ------------------------------------ | ------------------------------------ | ------------------------------------ | ------------------------------------ |
|                                      |                                      |                                      |                                      |                                      |
| Бошњаци                              | Бошњаци                              |                                      | 175                                  | 95,62%                               |
| Муслимани                            | Муслимани                            |                                      | 6                                    | 3,27%                                |
| Срби                                 | Срби                                 |                                      | 1                                    | 0,54%                                |
| непознато                            | непознато                            |                                      | 1                                    | 0,54%                                |

| Година пописа     | 1948. | 1953. | 1961. | 1971. | 1981. | 1991. | 2002. |
| ----------------- | ----- | ----- | ----- | ----- | ----- | ----- | ----- |
| Број домаћинстава | 42    | 47    | 49    | 60    | 51    | 42    | 34    |

| Број чланова      | 1 | 2 | 3 | 4 | 5 | 6 | 7 | 8 | 9 | 10 и више | Просек |
| ----------------- | - | - | - | - | - | - | - | - | - | --------- | ------ |
| Број домаћинстава | 0 | 1 | 7 | 8 | 4 | 7 | 1 | 1 | 4 | 1         | 5,38   |

| Пол    | Укупно | Неожењен/Неудата | Ожењен/Удата | Удовац/Удовица | Разведен/Разведена | Непознато |
| ------ | ------ | ---------------- | ------------ | -------------- | ------------------ | --------- |
| Мушки  | 73     | 30               | 38           | 3              | 2                  | 0         |
| Женски | 65     | 17               | 39           | 8              | 1                  | 0         |
| УКУПНО | 138    | 47               | 77           | 11             | 3                  | 0         |

| Пол    | Укупно                    | Пољопривреда, лов и шумарство | Рибарство                            | Вађење руде и камена | Прерађивачка индустрија       |
| ------ | ------------------------- | ----------------------------- | ------------------------------------ | -------------------- | ----------------------------- |
| Мушки  | 59                        | 55                            | 0                                    | 0                    | 3                             |
| Женски | 36                        | 30                            | 0                                    | 0                    | 3                             |
| УКУПНО | 95                        | 85                            | 0                                    | 0                    | 6                             |
| Пол    | Производња и снабдевање   | Грађевинарство                | Трговина                             | Хотели и ресторани   | Саобраћај, складиштење и везе |
| Мушки  | 0                         | 0                             | 0                                    | 0                    | 0                             |
| Женски | 0                         | 0                             | 0                                    | 0                    | 0                             |
| УКУПНО | 0                         | 0                             | 0                                    | 0                    | 0                             |
| Пол    | Финансијско посредовање   | Некретнине                    | Државна управа и одбрана             | Образовање           | Здравствени и социјални рад   |
| Мушки  | 0                         | 0                             | 1                                    | 0                    | 0                             |
| Женски | 0                         | 0                             | 1                                    | 0                    | 0                             |
| УКУПНО | 0                         | 0                             | 2                                    | 0                    | 0                             |
| Пол    | Остале услужне активности | Приватна домаћинства          | Екстериторијалне организације и тела | Непознато            | Непознато                     |
| Мушки  | 0                         | 0                             | 0                                    | 0                    | 0                             |
| Женски | 0                         | 0                             | 0                                    | 2                    | 2                             |
| УКУПНО | 0                         | 0                             | 0                                    | 2                    | 2                             |